# Гамес, Энрике
Энри́ке Робе́рто Га́мес Кинте́ро (исп. Enrique Roberto Gámez Quintero; род. 13 июля 1981[…], Эсмеральдас) — эквадорский футболист, правый фланговый защитник. Игрок сборной Эквадора.

## Биография
Энрике Гамес — воспитанник команды «Эсмеральдас Петролеро» из родного города, за молодёжный состав которой он стал выступать в 1998 году. В 1999 году он впервые сыграл за основную команду клуба, а затем ещё год продолжал выступать за молодёжь. На тот момент «Эсмеральдас Петролеро» выступал в Серии B чемпионата Эквадора.
В 2002 году Гамес перешёл в ЛДУ из Портовьехо, но сезон получился неудачным как для игрока (лишь 6 матчей за основу), так и для клуба, вылетевшего во Второй дивизион (третья по уровню лига в структуре чемпионата страны). В 2003 году Гамес со своей командой добился возвращения во второй эшелон эквадорского футбола, где он выступал следующие полтора года. В середине 2005 года Энрике перешёл в клуб Серии A «Депортиво Куэнка».
Удачная игра за «Куэнку» в 2006 году привлекла внимание к Гамесу со стороны лидеров эквадорского футбола и в 2007 году Энрике выступал уже в одном из самых титулованных клубов страны, «Барселоне» из Гуаякиля. В 2008 году Гамес дебютировал в сборной Эквадора, будучи игроком клуба «Макара». В этой команде он стал одним из главных лидеров на протяжении двух следующих сезонов.
В 2010 году Гамес присоединился к ЛДУ Кито. В начале 2011 года Гамес не мог играть из-за тяжёлой травмы и вернулся в строй лишь в конце июля. Но вскоре он вновь получил травму и вернулся в основу лишь в сентябре.

## Титулы
- Чемпион Эквадора (1): 2010
- Обладатель Рекопы (1): 2010